# Diosaccus tenuicornis
Diosaccus tenuicornis är en kräftdjursart som först beskrevs av Claus 1863. Enligt Catalogue of Life ingår Diosaccus tenuicornis i släktet Diosaccus och familjen Diosaccidae, men enligt Dyntaxa är tillhörigheten istället släktet Diosaccus och familjen Miraciidae. Arten är reproducerande i Sverige. Inga underarter finns listade i Catalogue of Life.